# Трезенда (Сондрио)
Трезенда је насеље у Италији у округу Сондрио, региону Ломбардија.
Према процени из 2011. у насељу је живело 829 становника. Насеље се налази на надморској висини од 371 м.